# Grand Prix schansspringen 2008
De Grand Prix schansspringen 2008 ging op 26 juli 2008 van start in het Duitse Hinterzarten en eindigde op 4 oktober in het Tsjechische Liberec. De Grand Prix bestond dit seizoen uit 10 individuele wedstrijden en één wedstrijd voor landenteams.

## Uitslagen en standen

### Kalender
| Datum                           | Plaats                          | Schans                          | Opmerking                       | Eerste                                                                            | Tweede                                                                | Derde                                                          |
| ------------------------------- | ------------------------------- | ------------------------------- | ------------------------------- | --------------------------------------------------------------------------------- | --------------------------------------------------------------------- | -------------------------------------------------------------- |
| 26-07-2008                      | Hinterzarten                    | HS108                           | Team                            | Oostenrijk Andreas Kofler Manuel Fettner Gregor Schlierenzauer Thomas Morgenstern | Duitsland Michael Uhrmann Martin Schmitt Georg Späth Michael Neumayer | Tsjechië Ondřej Vaculík Borek Sedlák Jan Matura Roman Koudelka |
| 4-Nations-Grand-Prix:           |                                 |                                 |                                 |                                                                                   |                                                                       |                                                                |
| 27-07-2008                      | Hinterzarten                    | HS108                           |                                 | Georg Späth                                                                       | Andreas Kofler                                                        | Thomas Morgenstern                                             |
| 01-08-2008                      | Einsiedeln                      | HS117                           | 1                               | Andreas Kofler                                                                    | Gregor Schlierenzauer                                                 | Thomas Morgenstern                                             |
| 03-08-2008                      | Courchevel                      | HS132                           | Nacht                           | Harri Olli                                                                        | Georg Späth                                                           | Simon Ammann                                                   |
| 05-08-2008                      | Pragelato                       | HS140                           | Nacht                           | Gregor Schlierenzauer                                                             | Roman Koudelka                                                        | Harri Olli                                                     |
| Eindstand 4-Nations-Grand-Prix: | Eindstand 4-Nations-Grand-Prix: | Eindstand 4-Nations-Grand-Prix: | Eindstand 4-Nations-Grand-Prix: | Gregor Schlierenzauer                                                             | Andreas Kofler                                                        | Simon Ammann                                                   |
| 29-08-2008                      | Zakopane                        | HS134                           | Nacht                           | Wedstrijd afgebroken                                                              | Wedstrijd afgebroken                                                  | Wedstrijd afgebroken                                           |
| 30-08-2008                      | Zakopane                        | HS134                           | 2                               | Gregor Schlierenzauer                                                             | Michael Uhrmann                                                       | Simon Ammann                                                   |
| 30-08-2008                      | Zakopane                        | HS134                           | Nacht                           | Gregor Schlierenzauer                                                             | Michael Uhrmann                                                       | Łukasz Rutkowski                                               |
| 13-09-2008                      | Hakuba                          | HS131                           | Nacht                           | Simon Ammann                                                                      | Daiki Ito                                                             | Andreas Küttel                                                 |
| 14-09-2008                      | Hakuba                          | HS131                           | Nacht                           | Simon Ammann                                                                      | Daiki Ito                                                             | Roar Ljøkelsøy                                                 |
| 03-10-2008                      | Klingenthal                     | HS140                           |                                 | Gregor Schlierenzauer                                                             | Simon Ammann                                                          | Martin Koch                                                    |
| 04-10-2008                      | Liberec                         | HS140                           | Nacht                           | Gregor Schlierenzauer                                                             | Daiki Ito                                                             | Martin Koch                                                    |

1 Door de sterke wind werd de tweede springronde geschrapt.

2 Vervanging van de één dag eerder vanwege regen en wind afgebroken wedstrijd.

### Grand-Prix standen

#### Eindstand Grand-Prix individueel
| #  | Atleet                | Land | Punten |
| -- | --------------------- | ---- | ------ |
| 1  | Gregor Schlierenzauer | AUT  | 670    |
| 2  | Simon Ammann          | SUI  | 617    |
| 3  | Michael Uhrmann       | GER  | 346    |
| 4  | Andreas Küttel        | SUI  | 326    |
| 5  | Andreas Kofler        | AUT  | 318    |
| 6  | Daiki Ito             | JPN  | 264    |
| 7  | Thomas Morgenstern    | AUT  | 234    |
| 8  | Georg Späth           | GER  | 230    |
| 9  | Michael Neumayer      | GER  | 227    |
| 10 | Martin Schmitt        | GER  | 183    |

#### Eindstand Grand-Prix landenteams
| #  | Land        | Punten |
| -- | ----------- | ------ |
| 1  | Oostenrijk  | 2041   |
| 2  | Duitsland   | 1563   |
| 3  | Zwitserland | 943    |
| 4  | Japan       | 925    |
| 5  | Noorwegen   | 733    |
| 6  | Tsjechië    | 643    |
| 7  | Finland     | 640    |
| 8  | Polen       | 497    |
| 9  | Slovenië    | 317    |
| 10 | Rusland     | 280    |